# اسمولول
اسمولول (به انگلیسی: Esmolol)
نام تجارتی: Brevibloc
طبقه‌بندی فارماکولوژیک : بتا بلاکر، سمپاتولیتیک.
طبقه‌بندی درمانی : ضد آریتمی
اشکال دارویی: آمپول ۲۵۰ میلی گرم در سی سی(۱۰۰ml)

## مکانیسم اثر
اسمولول مانند سایر بتابلاکرهای انتخابی برای رسپتور (شامل : اسبوتولول، آتنولول و متوپرولول) از طریق بلوک انتخابی گیرنده‌های بتا یک سمپاتیک اثر می‌کند.این دارو با کاهش سرعت هدایت در گره دهلیزی بطنی (AV)، در درمان تاکی کاردی فوق بطنی کاربرد دارد.اسمولول بتابلاکر کوتاه اثری است که فقط به صورت تزریقی به کار می‌رود.

## موارد مصرف
اسمولول در کنترل سریع پاسخ بطنی در بیماران دچار تاکی کاردی سوپراونتیکولار (فوق بطنی)، شامل : فیبریلاسیون دهلیزی یا فلوتر دهلیزی، در شرایط اورژانس نظیر اعمال جراحی به کار می‌رود.

## موارد منع مصرف
حساسیت مفرط نسبت به بتا بلاکرها، بلوک قلبی درجه ۲ یا درجه ۳، وجود برادی کاردی سینوسی، شوک کاردیوژنیک، نارسایی احتقانی قلب، نارسایی قلبی پیشرفته

## عوارض جانبی
افسردگی، اضطراب، عصبانیت، خواب آلودگی، خستگی، سردرد، هیپوتانسیون (وابسته به دوز)، کاهش جریان خون محیطی، برادی کاردی، درد سینه، التهاب در محل انفوزیون، تنفس مشکل، ویزینگ، تب، گر گرفتگی، پوست بی رنگ، تهوع، استفراغ، سرد شدن دست و پا
- نکته در مورد عوارض جانبی اسمولول: اکثریت عوارض جانبی این دارو خفیف و گذرا هستند و به ندرت نیاز به قطع دارو دارند.